# Béraut
 Béraut  là một xã thuộc tỉnh Gers trong vùng Occitanie tây nam nước Pháp. Xã này có độ cao trung bình 141 mét trên mực nước biển.
Tại đây có Lâu đài Lasserre thế kỷ 14.